# Jumanji
Jumanji  là một bộ phim phiêu lưu giả tưởng của Mỹ năm 1995 của đạo diễn Joe Johnston từ kịch bản của Jonathan Hensleigh, Greg Taylor và Jim Strain. Dựa trên cuốn sách ảnh cùng tên của Chris Van Allsburg, bộ phim là phần đầu tiên của loạt phim Jumanji. Phim có sự tham gia của Robin Williams, Bonnie Hunt, Kirsten Dunst, Jonathan Hyde và David Alan Grier.
Câu chuyện xoay quanh một trò chơi hội đồng siêu nhiên giải phóng những mối nguy hiểm từ rừng rậm đối với người chơi sau mỗi lượt chơi của họ. Khi còn là một cậu bé vào năm 1969, Alan Parrish bị mắc kẹt trong chính trò chơi khi chơi với bạn của mình, Sarah Whittle. 26 năm sau, hai chị em ruột Judy và Peter Shepherd tìm thấy trò chơi, bắt đầu chơi và sau đó vô tình thả Alan lúc này đã trưởng thành. Sau khi theo dõi Sarah, bộ tứ quyết định kết thúc trò chơi để đảo ngược tất cả sự tàn phá mà nó đã gây ra.
Bộ phim được phát hành vào ngày 15 tháng 12 năm 1995, với nhiều ý kiến trái chiều, nhưng đã thành công về mặt phòng vé, thu về 263 triệu đô la trên toàn thế giới với kinh phí xấp xỉ 65 triệu đô la. Đây là bộ phim có doanh thu cao thứ 10 trong năm 1995.
Bộ phim tạo ra một loạt phim hoạt hình truyền hình, được phát sóng từ năm 1996 đến năm 1999, và tiếp theo là một bộ phim liên quan, Zathura: A Space Adventure (2005), và hai phần tiếp theo gián tiếp, Jumanji: Welcome to the Jungle (2017) và Jumanji: The Next Level (2019), với Columbia Pictures đảm nhận việc phân phối tất cả các bộ phim tiếp theo.

## Nội dung
Năm 1969, cậu bé Alan Parrish sống với bố mẹ Sam và Carol ở Brantford, New Hampshire. Một ngày nọ, cậu thoát khỏi một nhóm bắt nạt và trở về xưởng giày của Sam. Cậu gặp người bạn của mình, Carl Bentley, người đã tiết lộ một mẫu giày mới do chính anh ấy làm ra. Alan đặt nhầm chiếc giày và làm hỏng một băng chuyền, nhưng Carl nhận trách nhiệm và mất việc. Sau khi những kẻ bắt nạt tấn công Alan và cướp chiếc xe đạp của anh ấy, Alan đi theo tiếng trống của bộ lạc đến một công trường xây dựng. Cậu tìm thấy một trò chơi hội đồng tên là Jumanji, đã bị chôn vùi 100 năm trước đó và mang nó về nhà.
Đêm đó, sau khi tranh cãi với Sam về việc học ở một trường nội trú, Alan định bỏ nhà ra đi, nhưng bạn của cậu, Sarah Whittle, đã trả lại chiếc xe đạp của anh. Alan cho cô xem Jumanji và mời cô ấy chơi. Với mỗi lần tung xúc xắc, quân cờ sẽ tự di chuyển và một thông điệp khó hiểu mô tả kết quả của lần lăn sẽ xuất hiện trong quả cầu pha lê ở giữa bàn cờ. Sau khi Alan vô tình quay được số năm, một thông báo cho anh ấy biết hãy đợi trong một khu rừng cho đến khi ai đó quay được số năm hoặc số tám, và anh ấy bị hút vào trò chơi. Sau đó, một bầy dơi xuất hiện và đuổi Sarah ra khỏi dinh thự.
26 năm sau, hai chị em Judy và Peter Shepherd chuyển đến biệt thự Parrish hiện đang bỏ trống cùng với dì của họ, Nora, sau khi cha mẹ chúng qua đời trong một vụ tai nạn trong một chuyến đi trượt tuyết ở Canada vào mùa đông trước đó. Phát hiện ra Jumanji trên gác mái, Judy và Peter bắt đầu chơi nó. Các cuộn của chúng triệu hồi những con muỗi khổng lồ và bầy khỉ. Luật chơi quy định mọi thứ sẽ được khôi phục khi trò chơi kết thúc, vì vậy họ tiếp tục chơi. Peter tiếp theo tung một con số năm, phóng ra một con sư tử và một Alan nay đã trưởng thành. Khi Alan đi ra ngoài, anh ấy gặp Carl, người hiện đang làm cảnh sát. Alan, Judy và Peter đến nhà máy sản xuất giày đã bị bỏ hoang và biết rằng Sam đã từ bỏ công việc kinh doanh để tìm kiếm con trai mình sau khi ông mất tích, cho đến khi ông qua đời năm 1991. Cuối cùng, nhà máy đóng cửa, khiến Brantford rơi vào tình trạng suy giảm kinh tế.
Nhận thấy họ cần Sarah để hoàn thành trò chơi, cả ba tìm thấy Sarah, lúc này bị ám ảnh bởi sự biến mất của cả Jumanji và Alan, và thuyết phục cô tham gia cùng họ. Động thái đầu tiên của Sarah giải phóng những cây dây leo ăn thịt phát triển nhanh, và động thái tiếp theo của Alan giải phóng một thợ săn lớn tên là Van Pelt, người mà Alan gặp lần đầu tiên trong thế giới bên trong của trò chơi. Cuộn tiếp theo triệu tập nhiều động vật khác nhau giẫm đạp và một con bồ nông đánh cắp trò chơi. Peter lấy nó, nhưng Alan bị Carl bắt giữ. Trở lại thị trấn, vụ giẫm đạp tàn phá và Van Pelt đã đánh cắp trò chơi.
Peter, Sarah và Judy theo dõi Van Pelt đến một cửa hàng bách hóa, nơi họ đặt những cái bẫy để khuất phục anh ta và lấy lại trò chơi, trong khi Alan, sau khi tiết lộ danh tính của mình với Carl, được thả tự do. Khi cả bốn trở về dinh thự, giờ đây nó đã bị động vật hoang dã trong rừng lấn át hoàn toàn. Họ giải phóng hết tai họa này đến tai họa khác cho đến khi Van Pelt đến. Khi Alan thả xúc xắc, anh ta thắng trò chơi, điều này khiến mọi thứ diễn ra do kết quả của trò chơi bị đảo ngược.
Alan và Sarah quay trở lại năm 1969, đúng lúc Alan làm hòa với Sam, người nói với cậu rằng cậu không phải học nội trú. Alan cũng thừa nhận trách nhiệm của mình vì đã làm hỏng băng tải. Sau khi nhận ra rằng họ có ký ức về trò chơi, Alan và Sarah ném Jumanji xuống sông, sau đó họ hôn nhau.
Trong một phiên bản thay thế của hiện tại, Alan và Sarah đã kết hôn và mong đợi đứa con đầu lòng của họ. Cha mẹ của Alan vẫn còn sống và Alan hiện đang điều hành thành công công việc kinh doanh của gia đình. Alan và Sarah gặp Judy, Peter, và cha mẹ của họ là Jim và Martha lần đầu tiên trong một bữa tiệc Giáng sinh. Alan mời Jim một công việc và thuyết phục họ hủy bỏ chuyến đi trượt tuyết sắp tới, ngăn chặn cái chết của họ.
Trong khi đó, có hai cô gái trẻ nghe thấy tiếng trống khi đi dạo trên bãi biển. Jumanji được nhìn thấy nằm vùi một phần trong cát.

## Diễn viên
- Robin Williams trong vai Alan Parrish, một người đàn ông đã bị mắc kẹt ở Jumanji trong hai mươi sáu năm.
  - Adam Hann-Byrd đóng vai Alan thời trẻ.
- Bonnie Hunt trong vai Sarah Whittle, một nhà ngoại cảm đã gặp Jumanji vào năm 1969.
  - Laura Bell Bundy vào vai Sarah thời trẻ.
- Kirsten Dunst trong vai Judy Shepherd, một cô bé trẻ sống trong ngôi nhà Parrish vào năm 1995.
- Bradley Pierce trong vai Peter Shepherd, em trai của Judy.
- Jonathan Hyde trong vai Sam Parrish, cha của Alan và là chủ nhà máy giày Parrish năm 1969.
  - Hyde vào vai Van Pelt, một thợ săn sống ở Jumanji.
- David Alan Grier trong vai Carl "The Sole-man" Bentley, một sĩ quan cảnh sát trước đây làm việc tại nhà máy giày Parrish.

Ngoài dàn diễn viên chính, phim có sự tham gia của Bebe Neuwirth trong vai Nora Shepherd, Judy và dì của Peter, người sống trong ngôi nhà Parrish vào năm 1995. Dàn diễn viên còn có Malcolm Stewart và Annabel Kershaw trong vai Judy và cha mẹ của Peter là Jim và Martha Shepherd, tương ứng. Carol Parrish, mẹ của Alan, do Patricia Clarkson thủ vai. Darryl Henriques đóng vai nhân viên bán súng Ralph Smigel và James Handy xuất hiện như một kẻ tiêu diệt. Gary Joseph Thorup thể hiện Billy Jessup, một kẻ chuyên bắt nạt và là bạn trai cũ của Sarah.